# Ayumi Hamasaki
Ayumi Hamasaki (浜崎 あゆみ Hamasaki Ayumi, ook 滨 崎 歩, Fukuoka, 2 oktober 1978) is een Japanse singer-songwriter van J-pop, muziekproducer, model, tekstschrijver en actrice. Haar fans noemen haar ook wel "Ayu". Zij wordt aangeduid als de keizerin van de pop vanwege haar populariteit en wijdverbreide invloed in Japan en de rest van Azië. Na geboren en opgegroeid te zijn in Fukuoka, verhuisde ze op veertienjarige leeftijd naar Tokio om een carrière in de amusementswereld na te streven. In 1998 bracht ze onder de voogdij van Avex-topman Max Matsuura een reeks singles uit die matig verkochten. Vervolgens bracht ze in 1999 haar debuutalbum A Song for ×× uit. Het album stond vier weken bovenaan in de hitlijst, wat Hamasaki's doorbraak in Japan betekende.

## Discografie

### Studioalbums
- 1999: A Song for ××
- 1999: LOVEppears
- 2000: Duty
- 2002: I am...
- 2002: Rainbow
- 2004: My Story
- 2006: (miss)understood
- 2006: Secret
- 2008: GuiltY
- 2009: Next Level
- 2010: Rock'n'Roll Circus
- 2010: Love songs
- 2012: Party Queen
- 2013: LOVE again
- 2014: Color
- 2015: A One
- 2016: M(a)de in Japan
- 2018: TROUBLE

### Ep's
- 1995: Nothing from Nothing
- 2003: Memorial address
- 2011: FIVE
- 2012: LOVE
- 2012: again
- 2015: Sixxxxxx